# Gambusia lemaitrei
Gambusia lemaitrei es un pez de la familia de los pecílidos en el orden de los ciprinodontiformes.

## Morfología
Los machos pueden alcanzar los 3 cm de longitud total.

## Distribución geográfica
Se encuentran en Sudamérica: Colombia. Especie endémica de la ciénaga del Totumo en el Departamento el Atlántico, Colombia.